# Parableta boliviana
Parableta boliviana är en insektsart som beskrevs av Bruner, L. 1915. Parableta boliviana ingår i släktet Parableta och familjen vårtbitare. Inga underarter finns listade i Catalogue of Life.